# Erwin Kostner
Erwin Kostner (Bressanone, 7 aprile 1958) è un allenatore di hockey su ghiaccio ed ex hockeista su ghiaccio italiano.

## Carriera

### Giocatore
Da giocatore ha vinto tre scudetti con la maglia del Gardena e uno con quella del Bolzano. ha militato nella nazionale italiana di hockey su ghiaccio, partecipando alle Olimpiadi invernali 1984 a Sarajevo.

### Allenatore
Kostner iniziò la carriera da allenatore nelle selezioni giovanili azzurre. Esordì in un club nel 2005 alla guida del GDT Bellinzona, squadra svizzera della Prima Lega. Dal 2008 al 2010 fu invece alla guida dell'Hockey Club Thurgau in Lega Nazionale B.
Nel 2011 esordì in Serie A alla guida del Renon. Dopo essere stato esonerato nel marzo del 2011 Kostner tornò a casa per allenare l'Hockey Club Gherdëina in Serie A2. Nell'estate del 2013 fu scelto come nuovo allenatore dell'Hockey Club Val di Fassa.
Confermato dai fassani anche per la stagione successiva, a partire dall'agosto del 2014 ha affiancato all'impegno con il club anche quello come primo allenatore dell'Italia under 20. Nel giugno del 2015 è stato sostituito sulla panchina dei fassani da Ron Ivany.
Ha allenato per una stagione la seconda squadra del Val Pusteria e la formazione Under 18, per poi passare al Renon come assistente dell'allenatore Riku Lehtonen. Visti i risultati, con la vittoria del titolo italiano e dell'Alps Hockey League, i due vennero riconfermati. Anche nella stagione successiva, iniziata con la vittoria della Supercoppa italiana, raggiunsero la finale in entrambi i tornei, vincendo di nuovo il campionato, ma perdendo l'Alps Hockey League con l'Asiago.
Per la stagione 2018-2019 si prese un anno sabbatico: avrebbe dovuto passare ad allenare le giovanili del Renon,, ma questa possibilità poi non si concretizzò.
Per la stagione successiva fece ritorno all'Hockey Club Gherdëina. È rimasto alla guida dei gardenesi per una stagione e mezzo, fino all'esonero nel gennaio del 2021: venne sostituito da Joni Petrell.
Per la stagione 2021-2022 è sceso di categoria, trovando l'accordo con il Valdifiemme in Italian Hockey League. Dopo due stagioni a Cavalese, nel maggio 2023 ha reso nota la decisione di interrompere la propria attività come allenatore.

## Vita privata
È padre della pattinatrice Carolina Kostner e dell'hockeista su ghiaccio Simon Kostner, oltre che zio della sciatrice Isolde Kostner.

## Palmarès

### Giocatore

#### Club
- Campionato italiano: 4

Gardena: 1975-1976, 1979-1980, 1980-1981
Bolzano: 1989-1990